# Клифф Бут
Клифф Бут (англ. Cliff Booth) — персонаж, придуманный Квентином Тарантино, каскадёр, друг и бессменный дублёр актёра Рика Далтона. Один из главных героев фильма «Однажды в Голливуде» (2019 год; там его сыграл Брэд Питт) и связанных с ним романов — «Однажды в Голливуде» (вышел в 2020 году) и «Фильмы Рика Далтона» (2021).

## Биография
В произведениях Квентина Тарантино Клифф Бут — герой Второй мировой войны, «зелёный берет», специалист по схваткам на ножах и ближнему бою, «один из самых смертоносных парней на свете». Он был дважды награждён за отвагу и убил больше японцев, чем любой другой американский солдат. После войны Бут работал на съёмках фильмов и телесериалов в качестве каскадёра и дублёра. Известно, что он был женат и что его супруга погибла; ходили слухи, будто Клифф убил её, но его вину не смогли доказать. Во время съёмок третьего сезона «Закона охоты» в 1961 году Бут познакомился с актёром Риком Далтоном, позже стал его другом и бессменным дублёром.

## Формирование образа
Клифф Бут стал одним из главных героев фильма «Однажды в Голливуде» (2019), действие которого происходит в 1969 году. Бута в фильме сыграл Брэд Питт. В 2020 году Тарантино издал роман под тем же названием, в котором дал больше информации о прошлом Клиффа. В январе 2022 года стало известно, что написана ещё одна книга — «Рик Далтон: Человек, который мог бы стать МакКуином».
Тарантино и Брэд Питт создали образ Бута с оглядкой на Билли Джека — персонажа Тома Лафлина. На этот образ повлияли Гэри Кент, каскадёр в фильме, снятом на ранчо Спан, когда там жили Чарльз Мэнсон и его последователи, а также каскадёр, рестлер и двукратный чемпион страны по дзюдо Джин Лебелл, который был приглашён на съёмки телесериала «Зелёный шершень» после жалоб других каскадеров на то, что Брюс Ли «выбивает из них дерьмо». Лебелл вспоминал в интервью, что он «поднял мистера Ли, закинул на спину и побежал с ним вокруг съемочной площадки, пока Ли кричал: „Опусти меня или я тебя убью!“». Когда Лебелл уступил, он был удивлен, что Брюс Ли не напал на него. В результате Лебелл стал одним из любимых каскадеров Ли и они тренировалась вместе. В 1976 году Лебелл, как и герой Клиффа Бута, подозревался в убийстве, но не был осуждён.
Питт вдохновлялся также образом дублёра Стива Маккуина Бада Экинса и (по словам Тарантино) работой каскадёра, который «был ближайшим эквивалентом Майка» из «Доказательства смерти». Отношения между Бутом и Далтоном изображены с оглядкой на отношения между Куртом Расселом и Джоном Казино, между Бертом Рейнольдсом и Хэлом Нидэмом.